# When We Were Kings
When We Were Kings es un documental estadounidense de 1996 dirigido por Leon Gast. La cinta se centra en el evento deportivo "Rumble in the Jungle", consistente en la pelea de peso pesado entre los boxeadores Muhammad Ali y George Foreman que se llevó a cabo el 30 de octubre de 1974 en el país africano de Zaire. La película ganó un premio Óscar en la categoría de mejor documental largo.

## Descripción
La pelea fue organizada por Don King, quien le ofreció cinco millones de dólares a cada uno de los contrincantes. Los participantes eran George Foreman, entonces campeón de peso pesado, y Muhammad Ali, quien buscaba revivir su exitosa carrera como boxeador. Zaire fue escogido como el país donde se realizaría la pelea dado que su entonces gobernante, Mobutu Sese Seko, decidió financiarla como estrategia para promocionar a su nación. Además de la pelea, Don King organizó números musicales, invitando a cantantes y grupos como James Brown, B. B. King y The Spinners.
El documental muestra entrevistas, conferencias de prensa y grabaciones realizadas el año de la pelea, además de testimonios posteriores de los escritores Norman Mailer, Thomas Hauser y George Plimpton, y del director de cine Spike Lee. Además de la pelea en sí, la cinta se refiere a la organización del evento y al entrenamiento de los boxeadores. También se pone énfasis al lazo que Ali mostró con los africanos durante su estadía en el país.
Antes de la pelea, la opinión de los periodistas deportivos era que Foreman tenía mayores posibilidades de ganar que Ali. Tanto la diferencia de edad como sus peleas previas los hicieron creer eso. Sin embargo, la pelea fue finalmente ganada por Muhammad Ali a través de un knockout en el octavo round. En el documental los periodistas entrevistados analizan la pelea poniendo énfasis en la estrategia de Ali, quien optó durante los primeros asaltos por un poco usual golpe con la mano derecha, al cual Foreman no estaba acostumbrado. Durante los posteriores asaltos Ali adoptó una postura defensiva, refugiándose en las cuerdas mientras Foreman lo atacaba. En el octavo round, y aprovechando el cansancio de su contrincante, Ali contraatacó y logró el nocaut.
La victoria de Ali significó la recuperación del título de peso pesado que había perdido años atrás por rehusarse a entrar al Ejército de Estados Unidos durante la Guerra de Vietnam.

## Producción
El director Leon Gast viajó a Zaire en 1974 con el objetivo de registrar el evento musical que sirvió de acompañamiento a la pelea entre Ali y Foreman. El festival, apodado "the Black Woodstock" ("el Woodstock negro"), incluía a artistas como James Brown, B. B. King, Bill Withers, Miriam Makeba, Celia Cruz, Fania All Stars y The Spinners. Sin embargo, mientras estaba en aquel país tuvo un mayor acercamiento a los boxeadores, por lo que decidió cambiar el objeto de su documental. Las secuencias que filmó del festival de música fueron editadas años después, dando origen al documental Soul Power de 2008.
Gast pasó dos meses en África grabando When We Were Kings. El documental fue estrenado 22 años después, debido principalmente a problemas de financiamiento y al proceso de montaje del filme.

## Recepción
When We Were Kings obtuvo una respuesta positiva por parte de la crítica cinematográfica. El documental posee un 98% de comentarios positivos en el sitio web Rotten Tomatoes, basado en un total de 43 críticas. Mark Deming del periódico The New York Times se refirió a la película como "un documental fascinante  sobre un gran momento en la historia deportiva y cultural".